# Alopecosa dryada
Alopecosa dryada este o specie de păianjeni din genul Alopecosa, familia Lycosidae, descrisă de Cordes, 1996.
Este endemică în Grecia. Conform Catalogue of Life specia Alopecosa dryada nu are subspecii cunoscute.